# 渡辺喜一
渡辺喜一（わたなべ きいち、1925年11月3日 - 2016年8月20日）は日本の大蔵官僚。日本銀行政策委員会大蔵省代表委員、理財局長、財務官、国際金融情報センター初代理事長、中小企業金融公庫総裁などを歴任。

## 来歴
山梨県富士吉田市出身。東京大学法学部法律学科在学中に国家公務員六級職試験（法律職、行政職）、司法試験を合格。東京大学（東京帝国大学）法学部法律学科の入学時はビリであったが、卒業時はトップだったという。1950年 トップの成績で大蔵省入省（理財局為替政策課）。1962年6月 主計局主計官補佐（運輸、国鉄係）。1964年7月 大蔵大臣秘書官（事務担当）。1966年8月から1971年7月までは日本輸出入銀行、在米国大使館で勤務。1973年6月 主税局総務課長。1974年6月 国税庁調査査察部長。1975年7月8日 大臣官房審議官（国際金融局担当）。1977年6月17日 大臣官房審議官（銀行局担当）。1978年6月17日 日本銀行政策委員会大蔵省代表委員。1979年7月10日 理財局長。1981年6月26日 財務官。1983年6月7日 退官、大蔵省顧問。同年7月 国際金融情報センター初代理事長。1986年12月 中小企業金融公庫総裁。1991年 日本興業銀行顧問。2016年8月20日 肺炎のため死去。

## 略歴
- 1950年4月：大蔵省入省（理財局為替政策課）[1]。
- 1952年3月：通商産業省通商振興局。
- 1953年2月：大阪国税局調査査察部調査第一課。
- 1953年5月：大阪国税局調査査察部調査第五課。
- 1953年7月：外務省経済局総務課。
- 1955年5月：外務省経済局第四課。
- 1955年6月：外務省在連合王国大使館外交官補。
- 1957年4月：外務省在連合王国大使館三等書記官。
- 1958年9月：主税局税関部業務課長補佐。
- 1961年6月：主税局税関部企画課長補佐。
- 1961年11月：関税局総務課長補佐。
- 1962年6月：主計局主計官補佐（運輸、国鉄係）。
- 1964年7月：大蔵大臣秘書官（事務担当）。
- 1965年7月：国際金融局総務課長補佐。
- 1966年8月：日本輸出入銀行審議役。
- 1967年6月：日本輸出入銀行総務部総務課長。
- 1968年4月：日本輸出入銀行総務部次長。
- 1968年5月：外務省在米国大使館一等書記官。
- 1970年7月：外務省在米国大使館参事官。
- 1971年7月：主税局税制第二課長。
- 1973年6月：主税局総務課長。
- 1974年6月：国税庁調査査察部長。
- 1975年7月8日：大臣官房審議官（国際金融局担当）。
- 1977年6月17日：大臣官房審議官（銀行局担当）。
- 1978年6月17日：日本銀行政策委員会大蔵省代表委員。
- 1979年7月10日：理財局長。
- 1981年6月26日：財務官。
- 1983年6月7日：退官。